# Progress MS-28
Progress MS-28  (rosyjski: Прогресс МC-28), zidentyfikowany przez NASA jako Progress 89 – lot statku kosmicznego Progress wystrzelonego przez Roskosmos w celu zaopatrzenia Międzynarodowej Stacji Kosmicznej. Jest to 181. lot statku kosmicznego Progress.

## Misja
Rakieta Sojuz 2,1a wystrzeliła statek Progress MS-28 na Międzynarodową Stację Kosmiczną z kosmodromu Bajkonur z kompleksu startowego 31, 15 sierpnia 2024 roku. Dokowanie statku Progress MS-28 jest planowane dwa dni później o godzinie 05:56 UTC, podłączając się do modułu Zvezda, zastępując statek kosmiczny Progress MS-26.

## Ładunek
Ładowność statku Progress MS-28 wynosi 2621 kilogramów i stanowią one:
- Suchy ładunek: 1201 kilogramów
- Paliwo: 950 kilogramów
- Woda: 420 kilogramów
- Azot: 50 kilogramów